# 王淑贞
王淑贞（1899年?—1991年11月2日），祖籍江苏苏州，農曆5月生于北京，中国医学家。王淑贞与林巧稚有“北林南王”之称。

## 生平
王早年考入苏州女医学堂，后赴美芝加哥大学、约翰斯·霍普金斯大学医学院，获医学博士学位。1926年，担任上海西门妇孺医院、上海女子医学院教授。1932年，担任上海女子医学院院长。1951年，改任上海医科大学妇产科医院院长。

## 家庭
祖父王颂蔚，祖母王谢长达。伯父王季烈。父亲王季同，兄弟姐妹王守竞、王明贞、王守璨、王守融、王守武、王守觉等。表姐妹何泽慧。
丈夫倪葆春